# Lagonda 3 Litre
Der Lagonda 3 Litre (alternativ auch mit Bindestrich Lagonda 3-Litre geschrieben) war ein Oberklassefahrzeug, das der britische Automobilhersteller Aston Martin von 1953 bis 1958 unter dem Markennamen Lagonda anbot. Das Auto ist nach dem 2.6 Litre das zweite Lagonda-Modell, das nach Übernahme des Unternehmens durch David Brown lanciert wurde. Werksseitig gab es den 3 Litre als viertürige Limousine, als zweitüriges Coupé und als Cabriolet. Nach überwiegender Auffassung entstanden weniger als 300 Fahrzeuge dieses Typs.

## Hintergrund
Lagonda war ein britischer Automobilhersteller, der 1906 von dem US-Amerikaner Wilbur Gunn gegründet worden war. Der Name des Unternehmens leitete sich von dem Fluss Lagonda Creek im amerikanischen Bundesstaat Ohio ab.
Nachdem Lagonda anfänglich kleine Fahrzeuge produziert hatte, orientierte sich das Unternehmen seit den 1920er-Jahren zunehmend am Marktsegment der automobilen Oberklasse und konkurrierte schließlich mit Rolls-Royce, Bentley oder Daimler. Nach einer Insolvenz 1935 kam es zu einem Eigentümerwechsel, in dessen Folge der Ingenieur Walter Owen Bentley zu Lagonda kam, der zuvor sein eigenes Unternehmen an Rolls-Royce verkauft hatte. Bentley entwickelte für Lagonda unter anderem einen leistungsstarken Reihensechszylindermotor, der allerdings durch den Ausbruch des Zweiten Weltkriegs zunächst nicht in Produktion ging. Nach Kriegsende konstruierte Lagonda zwar einzelne Prototypen, nahm aber die Automobilproduktion aus Mangel an Kapital und aus rechtlichen Gründen zunächst nicht wieder auf.
1947 wurde Lagonda von dem britischen Unternehmer David Brown aufgekauft, der es mit dem ebenfalls zu seinem Konzern gehörenden Sportwagenhersteller Aston Martin zur Aston Martin Lagonda Ltd. zusammenführte. Wesentlicher Grund für die Übernahme Lagondas war der von W. O. Bentley konstruierte Reihensechszylindermotor, der nach Ansicht Browns den veralteten Vierzylindermotoren von Aston Martin deutlich überlegen war: Brown wollte die Aston-Martin-Sportwagen künftig mit dem Lagonda-Sechszylinder ausrüsten. Im Aston Martin DB2 und seinen Ablegern begründete dieser Motor in den 1950er-Jahren den sportlichen Ruf der Marke.

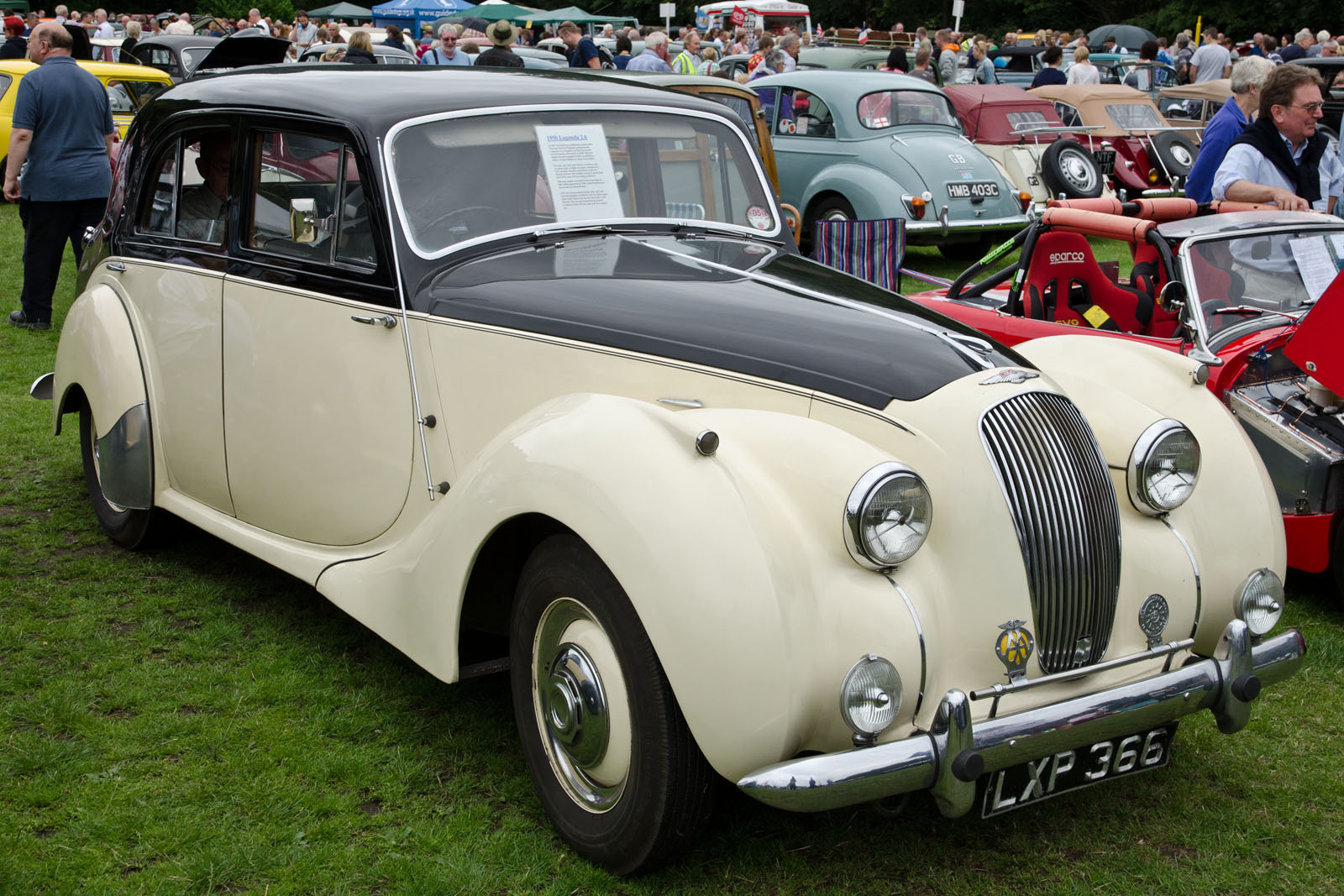
Technisch identischer Vorgänger des 3 Litre: Lagonda 2.6 Litre

Nach der Zusammenführung beider Unternehmen nahm Brown 1948 die Automobilproduktion unter dem Markennamen Lagonda wieder auf. In Abgrenzung zur Marke Aston Martin, die weiterhin für offene und geschlossene Sport- und Rennwagen zuständig war, bot Lagonda gesetzte, konservativ gestaltete Oberklassecoupés und -limousinen an. Das erste Modell der sogenannten David-Brown-Lagondas war der Lagonda 2.6 Litre, der ebenso wie die Aston-Martin-Sportwagen den Bentley-Sechszylindermotor hatte. Er wurde 1953 von dem technisch sehr ähnlichen Lagonda 3 Litre abgelöst. Nach zehn Jahren, in denen insgesamt etwa 800 Fahrzeuge gefertigt worden waren, endete die Ära der David-Brown-Lagondas. Von 1961 bis 1964 gab es noch den Lagonda Rapide mit Aston-Martin-Technik; dieses sehr teure und stilistisch nicht unumstrittene Auto wurde nur in zweistelliger Stückzahl produziert. Ab 1974 wurde der Begriff Lagonda wiederholt als Markenname für unterschiedliche Aston-Martin-Limousinen (Aston Martin Lagonda Series 1 und Aston Martin Lagonda Series 2–4) verwendet.

## Technik
Die Technik des 3 Litre entsprach weitestgehend der des Vorgängermodells 2.6 Litre. Das wesentlichste Unterscheidungsmerkmal war der Sechszylindermotor, dessen Hubraum auf 2,9 Liter (2922 cm³) vergrößert worden war. Die Motorleistung stieg dadurch von 107 auf 142 PS. Wie schon beim Vorgängermodell hatte das Triebwerk zwei obenliegende Nockenwellen und zwei Ventile pro Zylinder. Die Gemischaufbereitung erfolgte über zwei SU-Vergaser, die im Vergleich zum Vorgängermodell größer dimensioniert waren. Serienmäßig wurde ein manuelles Vierganggetriebe von David Brown geliefert. Der 3 Litre hatte Trommelbremsen an allen vier Rädern, hinten waren sie innenliegend angebracht.
Der Lagonda 3 Litre hatte ein X-förmiges Stahlchassis, das dem des Vorgängermodells vollständig entsprach. W.O. Bentley hatte die Konstruktion noch vor dem Ausbruch des Zweiten Weltkriegs entworfen. Darauf befand sich eine Bodengruppe aus Stahl, an der ihrerseits die Karosserieteile befestigt waren. Alle Räder waren, für die damalige Zeit ungewöhnlich, einzeln aufgehängt. Vorn wurden Schraubenfedern verwendet, hinten Drehstabfedern.

## Karosserie

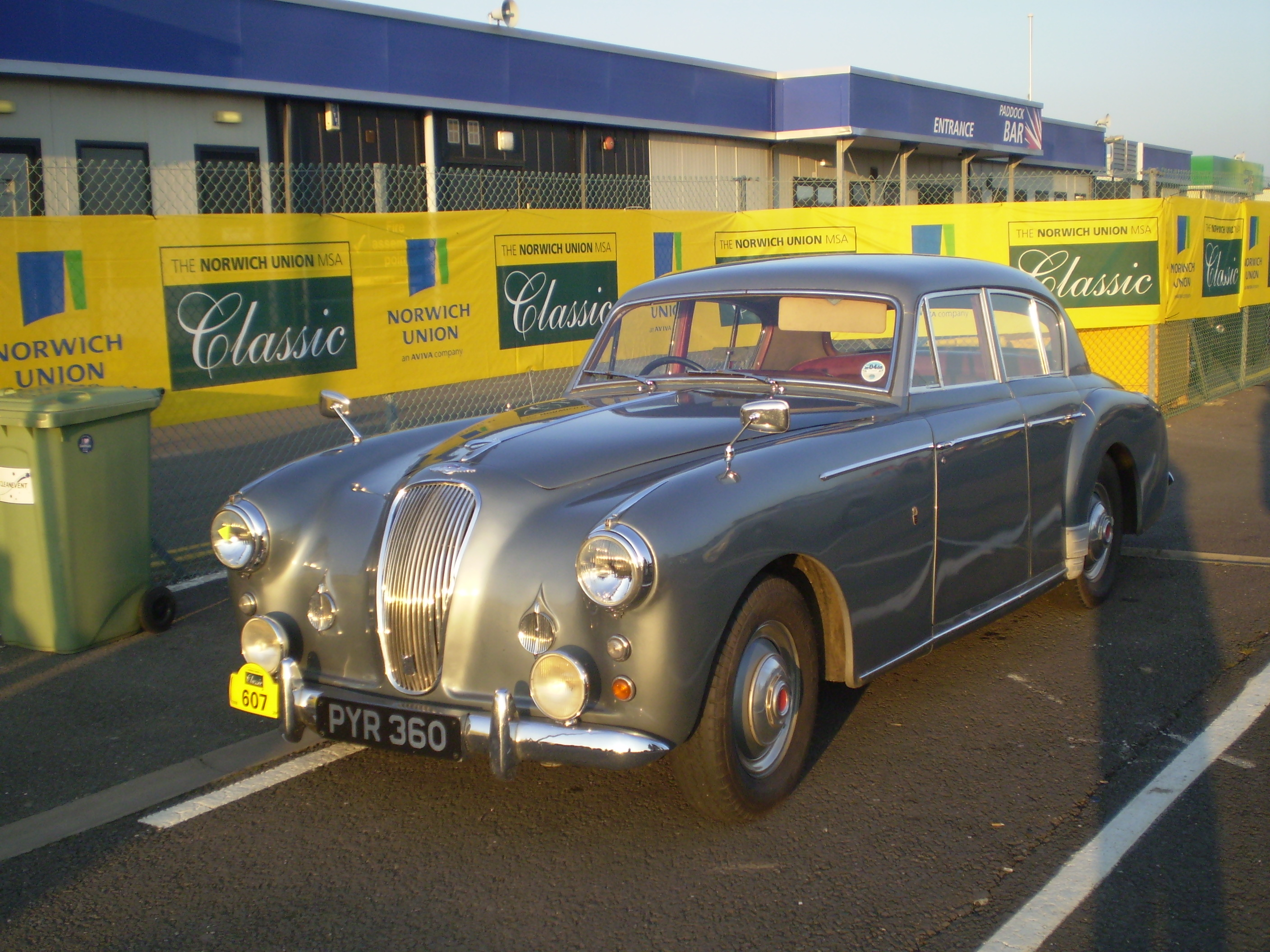
Lagonda 3 Litre Four Door Saloon

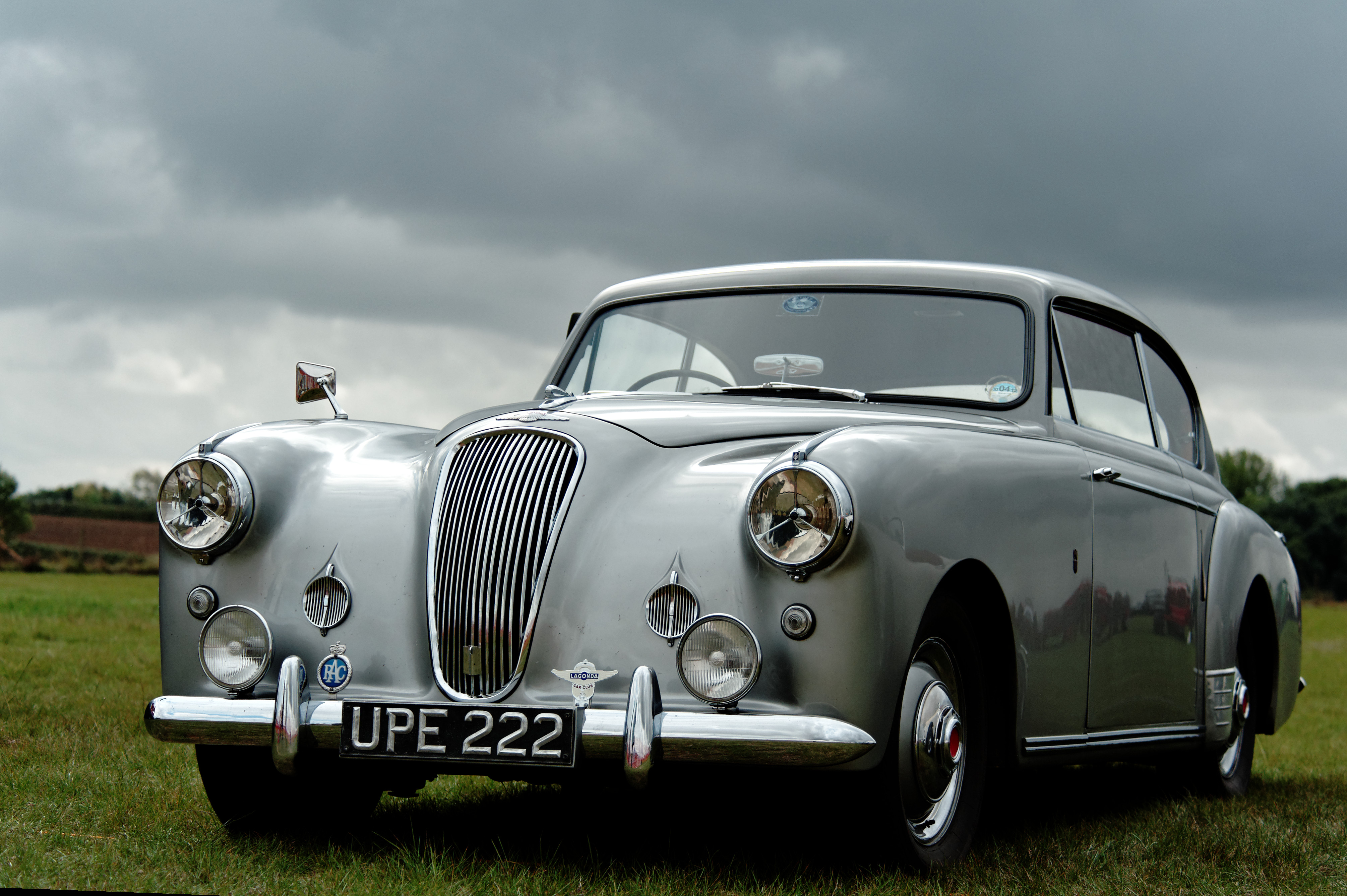
Lagonda 3 Litre Two Door Saloon

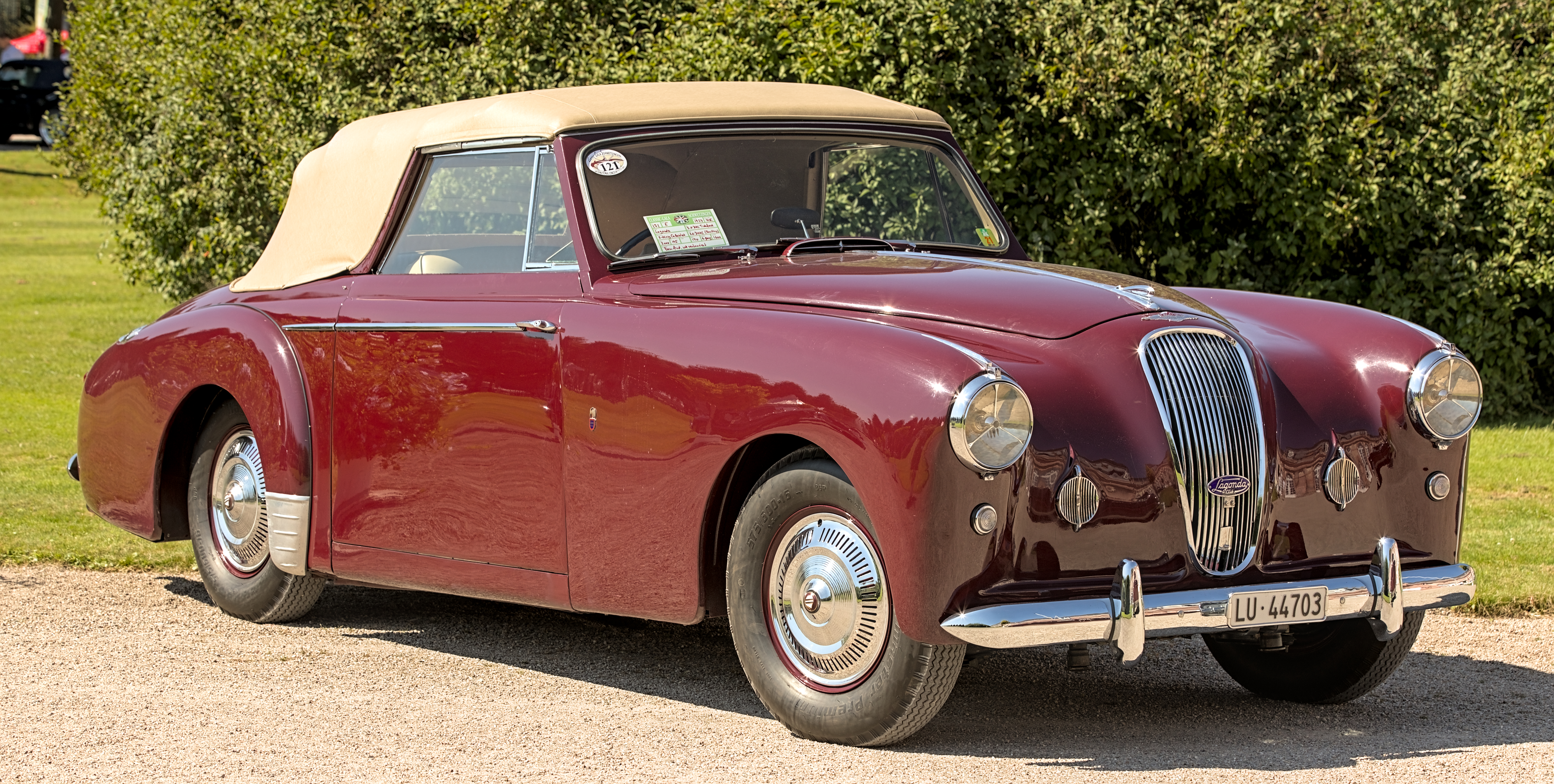
Lagonda 3 Litre Drophead Coupé

Die Karosserie des 3 Litre war komplett neu entworfen worden. Verantwortlicher Designer war wie schon beim Vorgängermodell Frank Feeley. Die Proportionen des Autos entsprachen im Kern denen des 2.6 Litre, allerdings war der 3 Litre insgesamt 20 cm länger als sein Vorgänger. In der Außenlänge entsprach er dem Jaguar Mark VII. Die Karosserie des 3 Litre war als Pontonkarosserie gestaltet, d. h. die vorderen Kotflügel waren nicht mehr ausgeformt, sondern in den Korpus der Karosserie fließend integriert. Hintere Kotflügel waren leicht angedeutet. Der 3 Litre hatte wie sein Vorgänger vorn sogenannte Selbstmördertüren, die an der B-Säule angeschlagen waren und nach hinten öffneten. Er war eines der letzten neu vorgestellten Autos, die ein solches Türkonzept hatten.
Die Aufbauten des 3 Litre wurden ausschließlich von Tickford in Newport Pagnell gefertigt, einem zunächst noch selbstständigen Karosseriehersteller, der 1955 von David Brown übernommen wurde. Die Produktion erfolgte zum großen Teil in Handarbeit. Anders als im Fall des 2.6 Litre gab es keine individuellen Sonderkarosserien unabhängiger Hersteller auf dem 3-Litre-Chassis.

## Modellgeschichte
Die Karosserie des 3 Litre erschien erstmals im Herbst 1953 bei einer Serie von Sondermodellen des 2.6 Litre. Der Londoner Lagonda-Händler Brooklands of Bond Street hatte 1953 die letzten 16 Chassis des Lagonda 2.6 Litre gekauft und sie von Tickford mit der Karosserie des künftigen Lagonda 3 Litre versehen lassen. Zehn von ihnen waren Cabriolets, sechs zweitürige Coupés gewesen. Diese Fahrzeuge hatten zunächst den 2,6 Liter großen Motor der Ausgangsversion; in einigen Fällen wurden sie allerdings nachträglich mit dem 3 Liter großen Sechszylinder des neuen Modells ausgestattet, als er verfügbar war.
Von 1953 bis 1955 entstand die erste Serie des Lagonda 3 Litre („Mark I“). Sie wurde als viertürige Limousine (Four Door Saloon), als zweitüriges Coupé (Two Door Saloon) und als Cabriolet (Drophead Coupé) angeboten. Insgesamt entstanden 183 Exemplare des Mark I.
Im April 1955 wurde eine zweite Serie aufgelegt („Mark II“). Sie war nur als Limousine und als Cabriolet verfügbar. Technisch entsprach die zweite Serie vollständig der ersten; die Unterschiede betrafen allein optische Details wie die Form und die Positionierung des Tankdeckels, einzelner Beleuchtungskomponenten sowie Zierstreifen. Außerdem war die Windschutzscheibe neu geformt. Von der zweiten Serie entstanden in drei Jahren weniger als 100 Fahrzeuge.

## Preise
Die viertürige Version des 3 Litre Mark II kostete bei ihrer Vorstellung 1956 3.901 £ inklusive Steuern, der Preis für das Cabriolet lag bei 4.501 £. Der Lagonda war damit teurer als der viertürige Bristol 405, der für 3.586 £ verkauft wurde. Kurz nach der Präsentation senkte David Brown die Preise auf 2.999 £ für die Limousine bzw. 3.376 £ für das Cabriolet. Damit unterbot Lagonda den Preis des Bristol erheblich; andererseits war er nach wie vor teurer als ein Jensen Interceptor (2.701 £), ein Alvis TC 108/G mit Graber-Karosserie oder ein besser ausgestatteter Jaguar Mark VIII (1.998 £).

## Produktion
Der Lagonda 3 Litre war kein kommerzieller Erfolg. In fünf Jahren entstanden in beiden Serien nach überwiegender Quellenlage weniger als 300 Exemplare. Die Angaben zum Produktionsumfang weichen in der Literatur teilweise erheblich voneinander ab. Einzelne Quellen sprechen von bis zu 430 Fahrzeugen, andere von 270 oder 261 Exemplaren.
Folgende Aufschlüsselungen stehen sich in einzelnen Quellen gegenüber:
| Produktionszahlen gemäß www.db-lagonda.com |        |         |        |
| Aufbau                                     | Mark I | Mark II | Gesamt |
| Four Door Saloon                           | 70     | 74      | 144    |
| Two Door Saloon                            | 63     | -       | 63     |
| Drophead Saloon                            | 50     | 4       | 54     |
| Chassis                                    | 0      |         | 0      |
| Gesamt                                     | 183    | 78      | 261    |

| Produktionszahlen gemäß Andrew Whyte |        |         |        |
| Aufbau                               | Mark I | Mark II | Gesamt |
| Four Door Saloon                     | 68     | 76      | 144    |
| Two Door Saloon                      | 70     | -       | 70     |
| Drophead Saloon                      | 50     | 5       | 55     |
| Chassis                              | 1      |         | 1      |
| Gesamt                               | 189    | 81      | 270    |

Der geringe Erfolg des 3 Litre wird unter anderem auf den seinerzeit sehr hohen Verkaufspreis zurückgeführt. Der Wagen war schwer und hatte kein sportliches Fahrverhalten. Da der Wagen werksseitig ausschließlich als Rechtslenker produziert wurde, schied ein Export auf kontinentaleuropäische oder nordamerikanische Märkte praktisch aus. Der 3 Litre war im Wesentlichen ein Fahrzeug für die britische Oberschicht. Prinz Philip war einer der prominentesten Lagonda-Fahrer.

## Trivia
In dem britischen Spielfilm The Vicious Circle (1957; deutscher Titel: Interpol ruft Berlin) wird eine 3-Litre-Limousine bei einer Verfolgungsjagd eingesetzt.

## Technische Daten
| Motor:                         | Sechszylinder-Reihenmotor                              |
| Hubraum:                       | 2922 cm³                                               |
| Bohrung × Hub:                 | 83 × 90                                                |
| Leistung bei 1/min:            | 104 kW (142 PS) bei 5000                               |
| Max. Drehmoment bei 1/min:     | 220 Nm bei 2000                                        |
| Verdichtung:                   | 8,16 : 1                                               |
| Gemischaufbereitung:           | Vergaser                                               |
| Ventilsteuerung:               | OHC-Ventilsteuerung                                    |
| Kühlung:                       | Wasserkühlung                                          |
| Getriebe:                      | vollsynchronisiertes handgeschaltetes Vierganggetriebe |
| Radaufhängung vorn und hinten: | Einzelradaufhängung                                    |
| Karosserie:                    | Stahl auf x-förmigem Stahlchassis                      |
| Radstand:                      | 2883 mm                                                |
| Abmessungen:                   | 4978 × 1765 × 1575                                     |
| Leergewicht:                   | 1600                                                   |
| Höchstgeschwindigkeit:         | 104 mph                                                |